# Masako Ohta

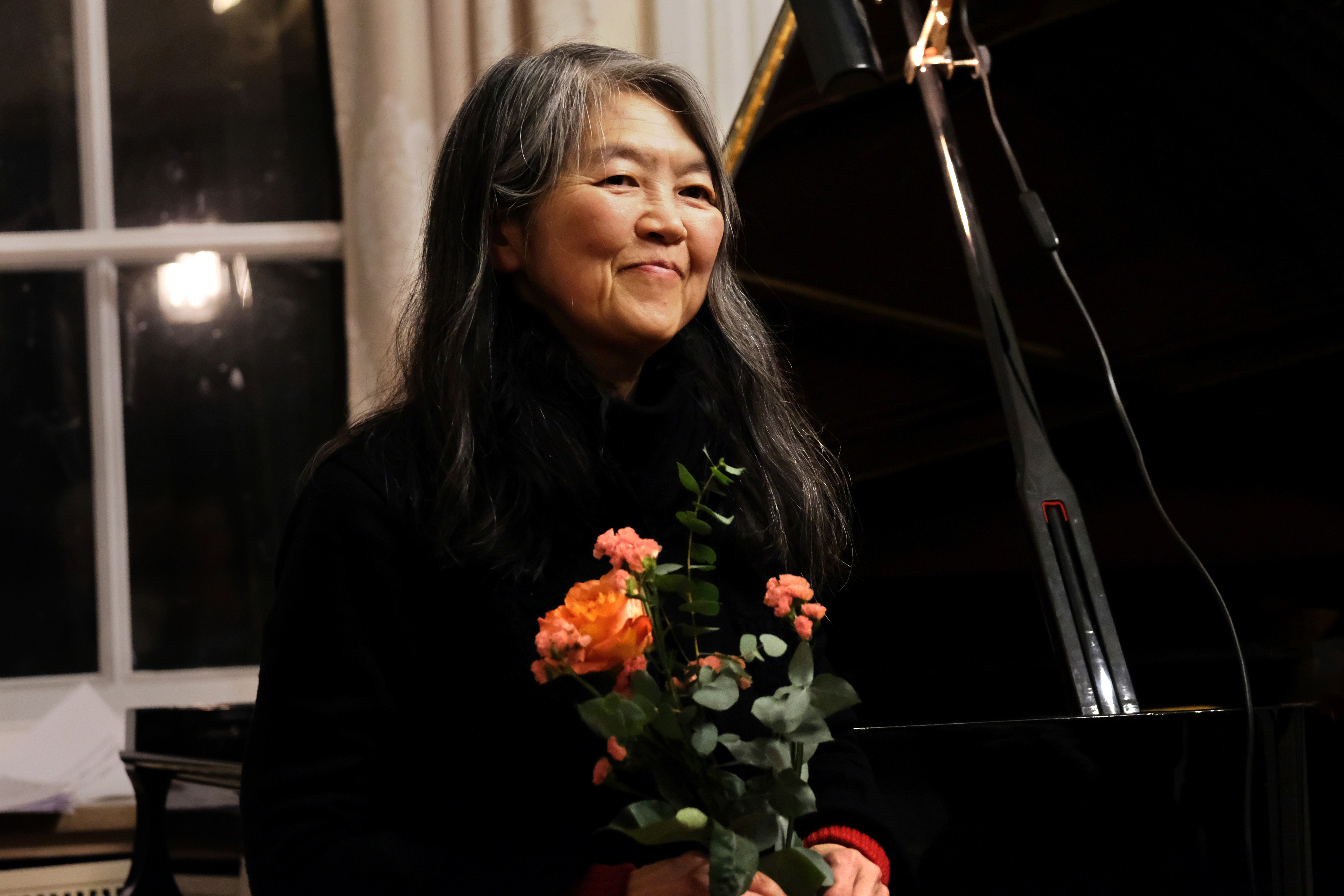
Masako Ohta (2024)

Masako Ohta (* 1960 in Tokio) ist eine japanische Pianistin und Komponistin.

## Leben und Wirken
Ohta absolvierte ein Klavierstudium an der Toho Gakuen School of Music in Tokyo und seit 1985 in Berlin an der Hochschule der Künste bei Erich Andreas und György Sebök. Sie besuchte Meisterkurse bei András Schiff und György Kurtág.
Seit 1988 lebt Ohta in München. Sie begann als Interpretin klassischer Klavierliteratur, wandte sich aber bald auch Neuer Musik zu und ließ zunehmend ihre eigene Kreativität zu (schon mit 19 Jahren wollte sie Mozart-Kadenzen improvisieren). Sie wurde zur (auch improvisierenden) Komponistin von Solostücken, in denen sie sich auf Poesie, Klänge und Musik aus ihrer japanischen Heimat bezieht. Sie konzertierte bei Festspiel plus der Bayerischen Staatsoper, dem International Art Festival in Mexiko, dem Kurt-Weill-Fest in Dessau und Berlin sowie dem John Cage Festival 2012 und dem Bodenseefestival 2022 in Ravensburg.
Ohtas Wirken wurde in zahlreichen Rundfunkproduktionen mit Werken von Wolfgang Amadeus Mozart, Claude Debussy, David Monrad Johansen, Bruno Maderna oder Karl Bohrmann dokumentiert. Mit dem Holzbläser Udo Schindler entstanden seit 2014 CDs wie Ohenrosan oder Music in Space mit Live-Improvisationen. 2018 ist ihr Solo-Album Poetry Album bei Winter & Winter mit Klavierstücken aus verschiedenen Epochen erschienen. 2020 folgte My Japanese Heart. Beide Alben wurden von der Kritik sehr positiv aufgenommen. Sie ist Mitbegründerin des seit 2021 im Münchener Pathos Theater jährlich stattfindenden IMAGINE-Festival, einem „Friedens-Kunstfestival zu Yoko Ono“. 2022 erschien zusammen mit dem Trompeter Matthias Lindermayr das Album MMMMH, dem 2025 Nozomi folgte.
Neben dem Piano spielt Ohta auch indisches Harmonium und elektronisches Taishōgoto.

## Preise und Auszeichnungen
Ohta wurde 2016 mit dem Giesinger Kulturpreis ausgezeichnet. 2019 erhielt sie einen Musikförderpreis der Landeshauptstadt München verliehen. Ihr Album My Japanese Heart wurde 2020 für die Quartalsauswahl des Preises der Deutschen Schallplattenkritik nominiert. Das mit Lindermayr vorgelegte Album MMMMH wurde vom Bayerischen Rundfunk im Oktober 2022 zum Jazzalbum des Monats gewählt, außerdem unter die Top Ten der besten Jazz-Alben des Jahres bei BR-Klassik, und für den Deutschen Jazzpreis 2023 nominiert. Das Duo-Album Nozomi kam im Mai 2025 auf die Bestenliste beim Preis der deutschen Schallplattenkritik.